# Phaeogala major
Phaeogala major is een keversoort uit de familie Mycteridae. De wetenschappelijke naam van de soort is voor het eerst geldig gepubliceerd in 1945 door Pic.